# Brandanus Daetrius

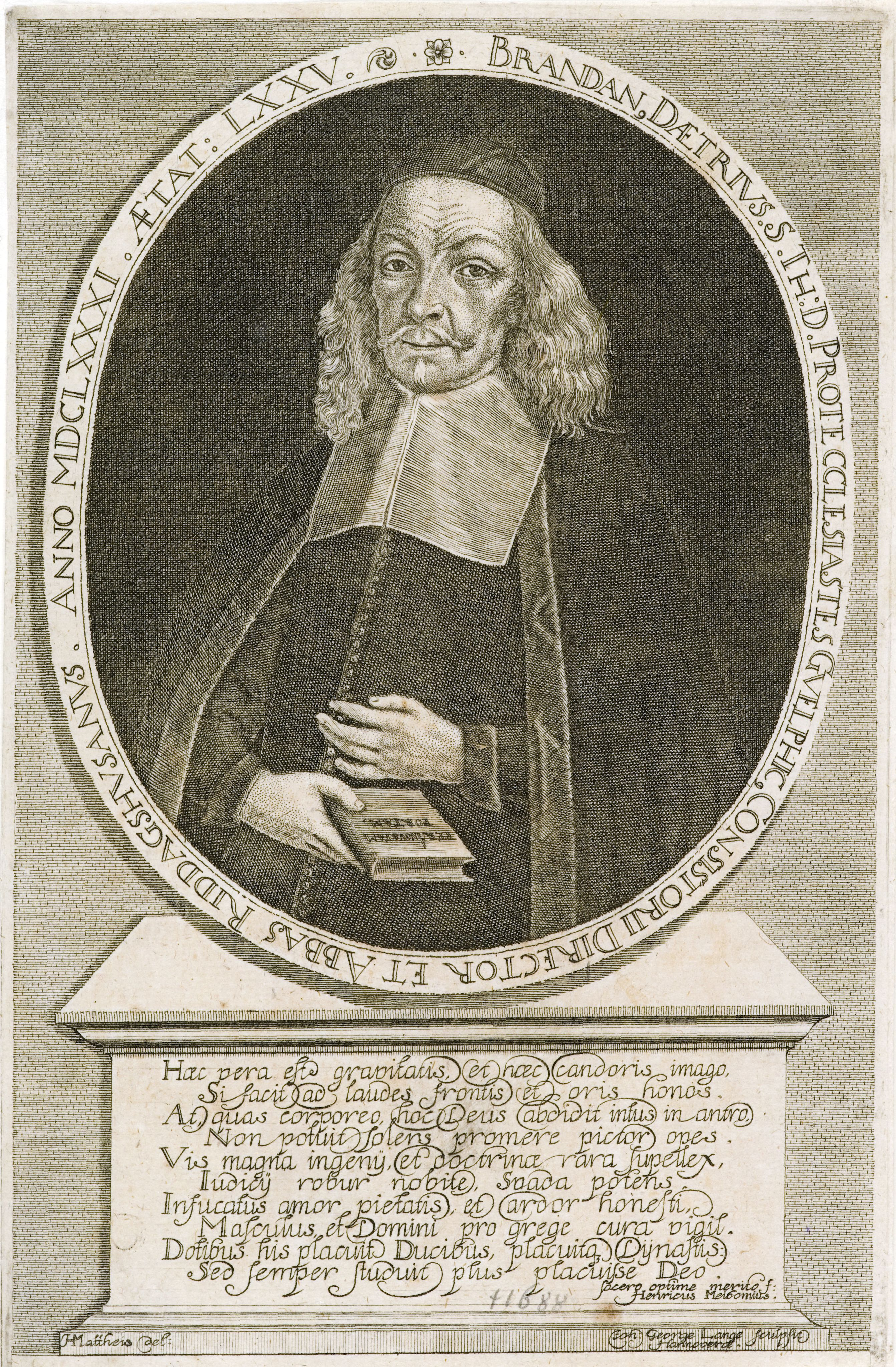
Kupferstich von Johann Georg Lange

Brandanus Daetrius (* 4. Juni 1607 in Hamburg; † 22. November 1688 in Wolfenbüttel; auch Dätri Brandan) war ein deutscher lutherischer Theologe.

## Leben
Der Sohn eines Schreib- und Rechenmeisters besuchte Schulen in seiner Heimatstadt und in Einbeck. In den Jahren 1630 bis 1636 studierte er an der Universität Helmstedt Theologie. Danach war er zwei Jahre lang Gesandtschaftsprediger beim schwedischen Gesandten Hugo Grotius in Paris. Anschließend übernahm er für kurze Zeit eine Pfarrstelle in Weende. Im Jahre 1638 wurde Daetrius Hofprediger für Herzog Georg in Hildesheim und Hannover. 1643 übte er als Nachfolger Michael Walthers des Älteren diese Stellung bei Graf Ulrich in Aurich aus, verbunden mit der lutherischen Generalsuperintendentur. Am 14. März des Jahres ernannte die Universität Helmstedt ihn zum Doktor der Theologie. 1646 wurde Brandanus Daetrius Stadtsuperintendent von Braunschweig. Im Kloster Riddagshausen wurde Daetrius 1662 Oberhofprediger, Konsistorialdirektor sowie Abt. In der Kirche des Klosters liegt er begraben. Als lutherischer Generalsuperintendent Ostfrieslands und Hofprediger folgte ihm 1648 Albertus Elers (1618–1680).

## Werke
- De corpore et sanguine Domini s. eucharistia reapse praesente, 1636
- Philadelphia Christiana u. Euchologia Christiana, 1682